# 見聞まま
『完全アポなし 撮って出しTV! 見聞まま』（みきまま）は、伊豆急ケーブルネットワーク (IKC) 制作の同局で放送されている人情バラエティーである。制作局のIKCでは2016年4月4日から放送中。ハイビジョン制作。

## 概要
IKCのサービスエリア（湯河原町・熱海市・伊東市・東伊豆町の一部）に住む人々の「飾らない普段着な今」を紹介していく15分のインタビュー番組。タイトルの見聞（みき）ままとは「見たまま、聞いたまま」の略。

## 番組コンセプト
インタビュアとの自然な会話の中から、出演者の趣味嗜好、仕事や人となりを引き出し、「森・海・空」に囲まれた素晴らしい伊豆の「輝く一人」を紹介。番組に登場する人物の人間力や人情物語が繰り広げられる毎回の放送を、IKCサービス視聴者が楽しみに待ち焦がれる番組作りを行っている。

## 番組の流れ
番組のタイトルにあるように、撮影は「完全アポなし」であり一切の事前アポイントや段取りをしない。オープニングでその日に取り上げる地域を紹介した後は、聞き手とカメラスタッフの二人一組で行動しその回のインタビュー対象（出演者）を探すパート → 撮影交渉 → インタビュー開始という手順を踏む。15分間の番組の中でインタビューをおこなう対象者は1人となっている。vol.26放送ではインタビューを試みた婦人が代わりに立てた子息が、偶然にもインタビュアの学生時代の友人であった。番組ではその偶発的な流れをノーカットで放送した。
番組ではインタビュー対象者（出演者）を総称して「見聞ままファミリー」と呼んでいる。

## 番組認知度
放送開始約半年弱後の2016年9月24日（土）正午から17時まで、伊東市の伊東ショッピングプラザ デュオ 1Fセンターコートにて、当番組では初の「番組認知度調査」を実施した。当店の買い物来場客に対し番組スタッフが声をかけ、IKCの利用有無を確認した上で主に「当番組を知っているか？」「視聴したことがあるか？」の聞き込み調査を行った（当番組を視聴するにはIKCの施設利用契約が必要）。なお認知度調査の結果は明らかにされていない。
番組認知度調査は過去4回（2016年9月24日、2017年3月18日、2017年9月23日、2018年3月17日）実施している。

## 特別番組
番組視聴者から再放送を求める問い合わせが増えたこともあり、2017年1月1日（日）から1月8日（日）までの8日間、「年始スペシャル総集編」として、それまでに同番組に出演した総勢78名の出演者（見聞ままファミリー）の見所シーンをダイジェストで放送した。
また翌2018年1月には「年始スペシャル総集編」第2弾とし、2017年の１年間に制作した44作品を再放送した。
2019年4月には伊豆高原駅構内で開催された「伊豆急クモハ103まつり」を舞台にした特別編を制作。番組プロデューサー比企が初出演し、お笑い芸人ダーリンハニーの吉川正洋、ホリプロマネージャーの南田祐介、女子鉄アナウンサー久野知美とともに、引退する電車「クモハ103」を前に電車トークを繰り広げる内容で3回にわたり放送した。
2019年5月、IKC開局３０周年と見聞まま放送200回達成を記念し「見聞まま特別編」を制作。タレントの山瀬まみをゲストに迎え、伊豆の観光情報を見聞ままスタッフがプレゼンする内容とした。番組は前・後編構成で、前編は「定番オススメスポット＆ジモトならではココだけ情報」と題し観光スポットを紹介。後編は「伊豆のグルメ対決」と題し、地域を代表するおみやげ品などを紹介した。
2019年５月、見聞ままの新たなチャレンジ作として、「完全アポあり」の特別編を制作。映画「平成ガメラ3部作」等を手がけた熱海市在住の脚本家・伊藤和典を迎え、熱海を舞台にした怪獣映画や最新映画にまつわるエピソードを伺った。

## 番組コンテスト受賞
2018年9月6日、一般社団法人日本ケーブルテレビ連盟主催「第44回日本ケーブルテレビ大賞番組アワード」コミュニティ部門（応募作品108点）において、部門最高賞にあたる優秀賞を受賞。

## スタッフ
- プロデューサー：比企 恒裕(IKC)
- ディレクター・カメラ：岩本亙（イワモトＤ）、大川裕（ピロシコ）
- カメラ：原隆晃（はらっち）、遠藤昇（ノボさん）、岩本亙（イワモトＤ）、大川裕（ピロシコ）
- 制作進行他：塚本昌哉、平井秋洋、森亜貴子、関茉林、小林佑太郎、北郷恵（輪番制でIKC制作スタッフが担当）
- ナレーション：小鳥遊ことり
- 制作著作：伊豆急ケーブルネットワーク

2016年4月より、岩本亙（イワモトＤ）、大川裕（ピロシコ）、原隆晃（はらっち）、芳田直也（なおやん）でスタート。ディレクター（インタビュアー）、カメラを交代で担当する。
2016年11月より、遠藤昇（ノボさん）が新メンバーに加わり、ディレクター（インタビュアー）、カメラを担当する。
2017年9月より、庭野順一（にわパン）が新メンバーに加わり、ディレクター（インタビュアー）を担当する。
2018年9月より、関茉林（まりりん）が新メンバーに加わり、ディレクター（インタビュアー）を担当する。